# Astacilla cingulata
Astacilla cingulata is een pissebed uit de familie Arcturidae. De wetenschappelijke naam van de soort is voor het eerst geldig gepubliceerd in 2000 door Castelló & Carballo.